# 王永珀
王 永珀（漢音読み：おう えいはく、拼音：Wáng Yǒngpò、英語：Wang Yongpo、1987年1月19日 - ）は、中華人民共和国・山東省青島市出身のサッカー選手。中国サッカー・スーパーリーグ・深圳市足球倶楽部所属。中国代表。ポジションはミッドフィールダー（MF）。

## タイトル

### クラブ
山東魯能
- 中国サッカー・スーパーリーグ：3回 (2006, 2008, 2010)
- 中国FAカップ：3回 (2004, 2006, 2014)
- 中国サッカー・スーパーリーグカップ：1回 (2004)
- 中国サッカー・スーパーカップ：1回 (2015)

 上海申花
- 中国FAカップ：1回 (2019)